# 諾森伯蘭郡
諾森伯蘭（郡）（英語：Northumberland，香港舊譯諾森伯倫），英國英格蘭最北、最東北的區，北靠蘇格蘭邊區的邊界，東臨北海，擁有近80公里長的北海海岸線。莫珀斯是郡治。以人口計算，克拉姆靈頓是第1大鎮（Town），布莱斯是第2大鎮；布萊斯河谷是第1大自治市鎮（Borough）。
2009年之前，諾森伯蘭實際管轄6個非都市區，無單一管理區。2009年4月全郡改制為單一管理區，無論把它看待為名譽郡還是單一管理區，其人口和面積都分別是309,900和5,013平方公里。

## 歷史
諾森伯蘭曾是羅馬帝國的一部分，亦是多場英格蘭、蘇格蘭戰爭的戰場。

## 行政區劃

### 1972-2009

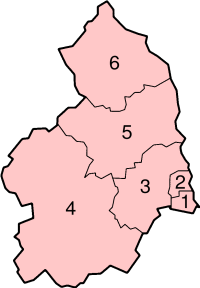
1. 布萊斯河谷
2. 旺斯貝克
3. 莫珀斯堡
4. 泰恩河谷
5. 阿尼克
6. 特威德河畔貝里克

諾森伯蘭郡下轄6個行政區：布萊斯河谷（Blyth Valley）、旺斯貝克（Wansbeck）、莫珀斯堡（Castle Morpeth）、泰恩河谷（Tynedale）、阿尼克（Alnwick）、特威德河畔貝里克（Berwick-upon-Tweed）。

### 2009-
2009年4月1日，英格蘭地方政府結構變化正式實施，7個英格蘭的郡改革行政區劃，產生9個新的單一管理區。諾森伯蘭由非都市郡改制為單一管理區。

## 地理
下圖顯示英格蘭48個名譽郡的分佈情況。諾森伯蘭東臨北海，東南與泰恩-威爾郡相鄰，南與達勒姆郡相鄰，西南與坎布里亞郡郡相鄰，西臨愛爾蘭海，北接蘇格蘭邊區（又譯「博德斯行政區」）的邊界。

## 人口統計
根據2001年做的人口普查，諾森伯蘭郡的人口達307,190。

## 外部連結

諾森伯蘭郡警察局

## 著名人物
- 喬治·史蒂芬生：首位建設公用鐵路的工程師
- 積奇·查爾頓：英格蘭足球員
- 卜比·查爾頓：英格蘭足球員
- 特雷弗·史蒂文：英格蘭足球員
- 史蒂夫·哈米森：板球員
- 羅布森·格林：英格蘭演員